# Iphinoe insolita
Iphinoe insolita is een zeekommasoort uit de familie van de Bodotriidae. De wetenschappelijke naam van de soort is voor het eerst geldig gepubliceerd in 1992 door Petrescu.